# Jumping the couch
 (août 2021).
Si vous disposez d'ouvrages ou d'articles de référence ou si vous connaissez des sites web de qualité traitant du thème abordé ici, merci de compléter l'article en donnant les références utiles à sa vérifiabilité et en les liant à la section « Notes et références ».

Dans le jargon audiovisuel américain, l'expression jumping the couch (littéralement « sauter par-dessus le canapé ») pour indiquer la détérioration de la réputation ou de la popularité d'une vedette qui a commis un acte humiliant mal vu par le public et qui peut éventuellement faire douter de sa santé mentale. En France, on parle familièrement de pétage de plombs.

## Origine du terme
Alors qu'il était en couple avec Katie Holmes depuis 2006, Tom Cruise passe dans l'émission télévisée d'Oprah Winfrey. Surexcité, il parle de son amour pour Holmes, se dandine, s'agenouille, serre les mains de Winfrey et bondit sur le canapé les bras en l'air. Malgré l'hilarité du public, cette agitation fut interprétée comme un signe de déséquilibre mental de l'acteur.
L'expression prend modèle sur jumping the shark (« sauter par-dessus le requin »), une autre expression de l'audiovisuel américain qui désigne une chute nette de la qualité d'une série télévisée.

## Exemples
- Tom Cruise, comme cité au-dessus.
- Sinéad O'Connor, pour avoir déchiré une photographie du pape Jean-Paul II à la télévision.
- Jean-Luc Delarue, pour sa conduite violente dans un avion après avoir essayé d'avaler des raisins.
- Britney Spears, pour s'être fait subitement raser tous ses cheveux.
- Winona Ryder, pour avoir dépensé une fortune en habits et avoir utilisé l'argument qu'elle avait fait cela pour se préparer pour un film.
- Gérard Depardieu, pour avoir dit lors de la cérémonie des NRJ Ciné Awards 2005 que celle-ci valait mieux que « les Césars et autres merdes ».
- Michael Jackson, pour divers incidents, dont celui où il a exhibé son fils d'un balcon en le tenant au-dessus du vide.
- Michèle Richard, pour s'être fait arrêter plusieurs fois en état d'ébriété.
- Jack Nicholson, pour avoir démoli une voiture qui avait légèrement embouti la sienne, à coup de club de golf.

À noter que certaines actions provocatrices de la part de certaines vedettes n'ont fait que d'affirmer leur popularité comme Serge Gainsbourg après avoir brûlé un billet de banque en pleine émission télé. 